# Dryopteris amurensis
Dryopteris amurensis är en träjonväxtart som först beskrevs av Carl August Julius Milde, och fick sitt nu gällande namn av Christ. Dryopteris amurensis ingår i släktet Dryopteris och familjen Dryopteridaceae. Inga underarter finns listade.